# Forbestra aenoeola
Forbestra aenoeola är en fjärilsart som beskrevs av Fox 1967. Forbestra aenoeola ingår i släktet Forbestra och familjen praktfjärilar. Inga underarter finns listade i Catalogue of Life.